# Michał Karbownik
Michał Karbownik (Radom, Polonia, 13 de marzo de 2001) es un futbolista internacional polaco que juega de defensa en el Hertha Berlín de la 2. Bundesliga.

## Carrera
Karbownik comenzó su trayectoria futbolística en la escuela Jaskółka de Kowala, en el voivodato de Mazovia, antes de finalmente firmar por el Zorza Kowala de la Klasa A, séptimo nivel del sistema de ligas del fútbol polaco. Fue traspasado a las categorías juveniles del Młodzik 18 Radom en 2012, permaneciendo hasta 2015 en el equipo de su ciudad natal. El Legia de Varsovia se haría con los servicios del jugador en 2016, siendo ascendido al segundo equipo con presencia en la III Liga, hasta ser finalmente convocado por el equipo titular en la temporada 2018-19. Karbownik debutaría en la Ekstraklasa el 25 de agosto de 2019 frente al ŁKS Łódź, culminando con la victoria por 2-3 en el Estadio Municipal de Łódź. Durante toda la temporada 2019-20 sería titular indiscutible para Aleksandar Vuković, atrayendo la atención de la prensa internacional y nombrándolo una de las 50 promesas del fútbol por la UEFA. El 23 de mayo de 2020 firmaría un nuevo contrato que lo vincularía a la entidad polaca hasta 2024, aunque estando en el radar de varios clubes europeos. Ese mismo año sería galardonado en la 47.ª gala de los premios Piłka nożna magazine plebiscite en la categoría de "Mejor descubrimiento del año".
El 4 de octubre de 2020, un día antes de que cerrase el mercado de fichajes de verano, se hizo oficial su traspaso al Brighton & Hove Albion de la Premier League de Inglaterra, por una cifra cercana a los 3,85 millones de euros. Sin embargo, permanecería en las filas del club hasta el final de la temporada 2020-21, aunque en enero de 2021 se incorporó al equipo inglés tras ser cancelada la cesión. En agosto fue cedido al Olympiacos de El Pireo para toda la campaña. Al año siguiente fue el Fortuna Düsseldorf quien logró su cesión. Tras esta se quedó en Alemania después de ser traspasado en agosto de 2023 al Hertha Berlín y firmar por tres años.

## Selección nacional
Karbownik ha representado a Polonia en todas sus categorías inferiores desde su debut con la selección de fútbol sub-15 de Polonia en 2015, anotando su primer gol con la selección sub-17 el 17 de octubre de 2017 frente a la selección de fútbol de San Marino en la ronda clasificatoria del Campeonato Europeo Sub-17 de la UEFA 2018.
El 7 de octubre de 2020 debutó con la absoluta en un amistoso ante Finlandia.

## Palmarés

### Títulos nacionales
| Título              | Club                   | País    | Año  |
| ------------------- | ---------------------- | ------- | ---- |
| Ekstraklasa         | Legia de Varsovia      | Polonia | 2020 |
| Superliga de Grecia | Olympiacos de El Pireo | Grecia  | 2022 |